# Горки (Комаричский район)
Го́рки — деревня в Комаричском районе Брянской области. Входит в состав Игрицкого сельского поселения.

## История
В 1964 году указом Президиума Верховного Совета РСФСР деревня Бобрик была переименована в Горки.

## Население
| 2010 | 2013 |
| ---- | ---- |
| 6    | ↘4   |